# Prince Samolah
Prince Junior Samolah (ur. 5 września 1985 w Bangi) – środkowoafrykański piłkarz grający na pozycji bramkarza. Od 2020 jest zawodnikiem klubu SCAF Tocages.

## Kariera klubowa
Swoją karierę Samolah rozpoczął w klubie SCAF Tocages. W sezonie 2011 zadebiutował w jego barwach w pierwszej lidze środkowoafrykańskiej. W 2014 roku odszedł do kameruńskiego Unionu Duala. Pół roku później wrócił do ojczyzny i do 2020 roku grał w Espérance FC du 5ème Arrondissement. W 2020 wrócił do SCAF Tocages.

## Kariera reprezentacyjna
W reprezentacji Republiki Środkowoafrykańskiej Samolah zadebiutował 9 października 2011 roku w przegranym 0:2 meczu kwalifikacji do Pucharu Narodów Afryki 2012 z Algierią.